# Marc Altmann
Marc Altmann (* 9. März 1981 in Hoyerswerda) ist ein ehemaliger deutscher Bahnradsportler.
1997 wurden Marc Altmann, Gerd Elsmann und Stefan Richter mit der Jugendmannschaft des Landes Brandenburg deutsche Mannschaftsmeister auf Bahn und Straße. Bei den deutschen Bahnmeisterschaften holte Altmann Silber im Punktefahren.
1998 wurde Altmann in Havanna Junioren-Weltmeister in der Mannschaftsverfolgung, gemeinsam mit Daniel Palicki, Daniel Schlegel und Mark Schneider, im Jahr darauf in Athen Vize-Junioren-Weltmeister in derselben Disziplin (mit Markus Fothen, Christian Müller und Schlegel). 
2000 und 2001 belegte Altmann bei deutschen Bahnmeisterschaften jeweils den dritten Rang in der Mannschaftsverfolgung der Elite, 2000 in Hamburg gemeinsam mit Steffen Lockan, Thorsten Rund und Daniel Ettlich, 2001 in Chemnitz mit Guido Fulst, André Kalfack und Andreas Müller. Ebenfalls 2001 wurde er in Büttgen Dritter der Europameisterschaft in der Mannschaftsverfolgung (U23), mit Leif Lampater, Schlegel und Müller. 2003 wurde Altmann deutscher Meister im Punktefahren.
Bei den Athens Open Balkan Championships 2004 gewann Marc Altmann zwei Gold- und eine Silbermedaille: Gold jeweils im Zweier-Mannschaftsfahren mit Andreas Müller und in der Mannschaftsverfolgung, mit Henning Bommel, Christian Kux und Daniel Schlegel, Silber im Punktefahren. Bei den nationalen Meisterschaften 2004 belegte er zwei zweite Plätze, im Punktefahren sowie in der Mannschaftsverfolgung (mit Robert Kriegs, Karl-Christian König und Henning Bommel).
Zwischen 2000 und 2005 startete Altmann bei sieben Sechstagerennen; er fuhr auch Steherrennen.
2007 musste Marc Altmann auf ärztliches Anraten seine aktive Radsport-Laufbahn beenden. Beruflich ist er als Zweiradmechaniker in Süddeutschland tätig.